# Opuha River
Der Opuha River ist ein 25 km langer Fluss in der Region Canterbury auf der Südinsel von Neuseeland.

## Geographie
Der Opuha River wird heute mit dem Abfluss des Stausees Lake Opuha gebildet und befindet sich rund 12 km nordnordöstlich des Ortes Fairlie. Der Stausee wird hauptsächlich durch die beiden Flüsse North Opuha River und South Opuha River gespeist, die vor der Schaffung des Stausees durch ihren Zusammenfluss den Opuha River bildeten. Nach rund 25 km in südöstliche Richtung mündet der Fluss schließlich als linker Nebenfluss in den Opihi River.
Der New Zealand State Highway 79 verläuft ein Teil südwestlich in einem Abstand von 1 bis 2 km parallel zum Opuha River, bis er den Fluss am Skipton Reserve kreuzt und danach nach Osten abschwenkt.